# Muhteşem Yüzyıl
Muhteşem Yüzyıl é uma telenovela turca exibida entre 5 de janeiro de 2011 e 11 de junho de 2014.
Escrita por Meral Okay e Yılmaz Şahin, é baseada na vida do sultão otomano Solimão, o Magnífico e sua esposa Roxelana, uma jovem escrava que tornou-se sultana.

## Elenco
| Ator               | Personagem                        |
| ------------------ | --------------------------------- |
| Halit Ergenç       | Sultão Solimão                    |
| Meryem Uzerli      | Sultana Hürrem (Roxelana)         |
| Vahide Perçin      | Sultana Hürrem (Roxelana)         |
| Nebahat Çehre      | Sultana Ayşe Hafsa                |
| Okan Yalabık       | Pargalı İbrahim Paşa              |
| Burak Özçivit      | Malkoçoğlu Yahyapaşazade Bali Bey |
| Ozan Güven         | Emre Türkoğlu                     |
| Mehmet Günsür      | Şehzade Mustafa                   |
| Nur Fettahoğlu     | Sultana Mahidevran                |
| Selma Ergeç        | Sultana Hatice (filha de Selim I) |
| Selen Öztürk       | Sultana Gülfem                    |
| Pelin Karahan      | Sultana Mihrimah                  |
| Merve Boluğur      | Sultana Nurbanu                   |
| Engin Öztürk       | Şehzade Selim                     |
| Aras Bulut İynemli | Şehzade Bayezid                   |
| Berrak Tüzünataç   |                                   |
| Deniz Çakır        |                                   |
| Meltem Cumbul      |                                   |
| Sarp Akkaya        |                                   |